# Székesfehérvár
Székesfehérvárⓘ (Fehérvár, AFI ['sekɛʃfɛ'heːrvaːr], română Alba Regală, croată Stolni Biograd, germană Stuhlweißenburg, latină Alba Regia, poloneză Białogród, sârbă Stoni Beograd, cu alfabetul chirilic: Стони Београд, slovacă Stoličný Belehrad) este un oraș în Ungaria centrală, situat la 50 km sud-vest de Budapesta. În 2001 avea o populație de 104.059 locuitori și 138.995 în zona metropolitană. Este reședința comitatului Fejér și unul dintre cele 23 orașe cu statut de comitat ale țării. 

## Etimologia numelui
Numele său înseamnă "scaun/tron/castel regal alb" și traducerea sa în alte limbi (limba germană Stuhlweißenburg, limba croată Stolni Biograd, limba turcă Istolni Belgrád) înseamnă "cetatea albă cu castel".

## Istorie
În vremurile romane aici se aflau două așezări numite Gorsium și Herculia. În Evul Mediu, numele său latin era Alba Regalis/Alba Regia.
Este faimos din punct de vedere istoric pentru locul de încoronare și înmormântare al regilor Ungariei. 

## Demografie
Componența etnică a municipiului Székesfehérvár
     Maghiari (95,65%)
     Germani (1,43%)
     Necunoscut (1,13%)
     Alții (1,8%)
Componența confesională a municipiului Székesfehérvár
     Romano-catolici (36,5%)
     Fără religie (20,67%)
     Reformați (8,57%)
     Atei (2,21%)
     Luterani (1,41%)
     Necunoscută (30,21%)
     Alte religii (1,96%)
Conform recensământului din 2011, orașul Székesfehérvár avea 96.320 de locuitori. Din punct de vedere etnic, majoritatea locuitorilor (95,65%) erau maghiari, cu o minoritate de germani (1,43%). Apartenența etnică nu este cunoscută în cazul a 1,13% din locuitori. Nu există o religie majoritară, locuitorii fiind romano-catolici (36,5%), persoane fără religie (20,67%), reformați (8,57%), atei (2,21%) și luterani (1,41%). Pentru 30,21% din locuitori nu este cunoscută apartenența confesională.

## Personalități născute aici
- Ștefan al III-lea al Ungariei (1147 - 1172), rege al Ungariei și al Croației;
- Dominik Szoboszlai (n. 2000), fotbalist.

## Orașe înfrățite
- Alba Iulia (România)
- Banská Štiavnica (Slovacia)
- Birmingham, Alabama (SUA)
- Blagoevgrad (Bulgaria)
- Bratislava (Slovacia)
- Cento (Italia)
- Changchun (China)
- Chorley (Regatul Unit)
- Izmit (Turcia)
- Kemi (Finlanda)
- Luhansk (Ucraina)
- Miercurea Ciuc (România)
- Opole (Polonia)
- Schwäbisch Gmünd (Germania)
- Zadar (Croația)